# Rónan Kelleher
Rónan Kelleher (Dublino, 24 gennaio 1998) è un rugbista a 15 irlandese, che gioca come tallonatore nel Leinster.

## Biografia
Kelleher iniziò a giocare a rugby nei Bective Rangers, dove già militava il fratello maggiore Cian, anch'esso rugbista professionista . Successivamente si formò  nelle squadre giovanili del St Michael's College, di cui il padre era il preside. Nel 2017 entrò a far parte dell'accademia del Leinster e, contemporaneamente, andò in prestito al Lansdowne con cui si aggiudicò la stagione 2017-2018 dell'All-Ireland League.
Il suo debutto professionistico con il Leinster avvenne contro i Southern Kings nella sedicesima giornata del Pro14 2018-2019, torneo poi vinto dalla franchigia irlandese. L'anno successivo esordì anche nelle coppe europee, scendendo in campo nella prima giornata dell'European Rugby Champions Cup 2019-2020 contro il Benetton. Nella stessa stagione conquistò per la seconda volta il Pro14 che vinse anche nell'annata successiva.
A livello internazionale, Kelleher disputò il Campionato World Rugby Under-20 2017 con la selezione irlandese di categoria. Ricevette la sua prima chiamata nell'Irlanda in occasione del Sei Nazioni 2020, torneo nel quale debuttò alla prima giornata contro la Scozia. Nella partita con la Francia valida per il Sei Nazioni 2021 segnò la sua prima meta internazionale. Nel luglio dello stesso anno mise a referto quattro marcature nell'incontro amichevole con gli Stati Uniti, eguagliando il record per il maggior numero di mete segnate in una singola partita da una giocatore irlandese. Quattro giorni dopo, fu aggregato, come sostituto di un infortunato, ai British Lions impegnati nel loro tour in Sudafrica, dove, però, non ottenne nessuna presenza. Prese parte alla vittoriosa campagna del Sei Nazioni 2023 dove l'Irlanda ottenne il Grande Slam.

## Palmarès
- Pro14: 3
Leinster: 2018-19, 2019-20, 2020-21